# 194년

## 연호
- 후한(後漢) 흥평(興平) 원년

## 기년
- 후한(後漢) 헌제(獻帝) 6년
- 신라(新羅) 벌휴 이사금(伐休泥師今) 11년
- 고구려(高句麗) 고국천왕(故國川王) 16년
- 백제(百濟) 초고왕(肖古王) 29년

## 사건
- 고구려, 진대법 실시

## 사망
- 도겸